# Hannah Montana Forever (trilha sonora)
Hannah Montana Forever é o último álbum de trilha sonora da série original do Disney Channel Hannah Montana, produzido para a quarta temporada, que foi ao ar a partir de julho de 2010. Na série de televisão e cinema, a cantora e atriz americana Miley Cyrus retrata Miley Stewart, uma garota com um segredo: Ela possui um alter ego, conhecido como a popstar Hannah Montana. Cyrus canta em todas as onze faixas da trilha, sendo estas creditadas a Hannah Montana. O álbum foi lançado pela Walt Disney Records no dia 19 de outubro de 2010.
O primeiro single lançado do álbum foi "Ordinary Girl", que alcançou na Billboard Hot 100 o número noventa e um. "Are You Ready" e "Gonna Get This" foram lançados como single promocional de Hannah Montana Forever. O álbum também foi promovido através de lançamentos exclusivos pela Rádio Disney.

## Detalhes

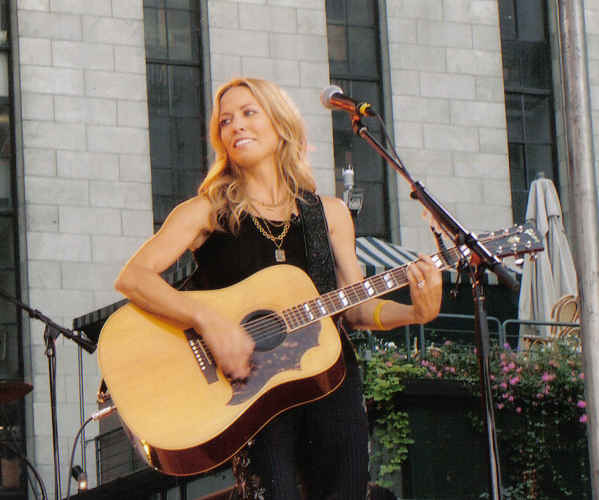
Sheryl Crow, uma das participações especiais do álbum.

A faixa que abre o CD, "Gonna Get This", é um dueto com Iyaz, das Ilhas Virgens Britânicas. Ele alegou que ouvia as músicas de Cyrus com frequência, e que Hannah Montana estava entre suas séries favoritas junto com outras do Disney Channel. "Minha TV está sempre na Disney. Esse sou eu", ele completou. "Gonna Get This" foi gravada em abril de 2010, rapidamente, de acordo com Iyaz, devido sua participação especial em um episódio da série que leva o mesmo nome da música. Ele falou que de primeira hesitou, mas no fim não podia acreditar que havia "retirado-se". A faixa foi disponibilizada ilegalmente em julho de 2010, sendo identificada como "This Boy, That Girl". "Ordinary Girl" foi escrita por Toby Gad e Arama Brown. Musicalmente, a balada é uma canção pop, a qual é caracterizada por maduros vocais e percussão guiando os instrumentos. Liricalmente, "Ordinary Girl" tenta convencer o público de que, apesar da fama, ela é apenas uma pessoa comum no dia-a-dia.

## Singles
- "Ordinary Girl" foi lançado como o primeiro single fisico do Hannah Montana Forever. Ele estreou na Rádio Disney em 2 de julho de 2010. foi lançado um clipe oficial sendo usado para divulgação da 4ª temporada da série, Hannah Montana Forever. A canção estreou em #91 na Billboard Hot 100 na semana de 31 de julho de 2010.

- "I'm Still Good" foi lançado como o segundo single oficial de Hannah Montana Forever. Ele estreou em 13 de agosto de 2010 na Radio Disney , e mais tarde foi lançado como um CD single em 10 de dezembro.[6][7]  Não conseguiu gráfico em qualquer país. Um vídeo da música de Miley Cyrus como Hannah Montana cantando a música ao vivo no palco foi lançado em 15 de agosto de 2010. O vídeo é apresentado na temporada de Hannah Montana Forever no episódio "Been Here All Along".

## Faixas
- As canções Wherever I Go (participação Emily Osment) e Feels Like the Right Time não foram incluídas pro motivos desconhecidos. Mas estão disponíveis em uma versão do CD lançada pelo canal Family.

| N.º            | Título                                          | Compositor(es)                                                       | Produtor(ss)             | Duração |  |
| 1.             | "Gonna Get This" (featuring Iyaz)               | Niclas Molinder, Joacim Persson, Johan Alkenäs, Drew Ryan Scott      | Twin, Alke               | 3:16    |  |
| 2.             | "Que Será"                                      | Toby Gad, BC Jean, Denise Rich                                       | Gad                      | 2:59    |  |
| 3.             | "Ordinary Girl"                                 | Gad, Arama Brown                                                     | Gad                      | 2:57    |  |
| 4.             | "Kiss It Goodbye"                               | Molinder, Persson, Jakob Hazell, Charlie Masson, Christoffer Wikberg | Fishman, Hazell          | 2:45    |  |
| 5.             | "I'll Always Remember You"                      | Mitch Allan, Jessi Alexander                                         | Allan                    | 3:53    |  |
| 6.             | "Need a Little Love" (featuring Sheryl Crow)    | Jamie Houston                                                        | Houston                  | 3:55    |  |
| 7.             | "Are You Ready"                                 | Gad, Jean, Lyrica Anderson                                           | Gad                      | 3:16    |  |
| 8.             | "Love That Lets Go" (featuring Billy Ray Cyrus) | Adam Anders, Nikki Hassman                                           | Anders                   | 3:06    |  |
| 9.             | "I'm Still Good"                                | Jennie Lurie, Aris Archontis, Chen Neeman                            | Lurie, Archontis, Neeman | 3:17    |  |
| 10.            | "Been Here All Along"                           | Lurie, Archontis, Neeman                                             | Lurie, Archontis, Neeman | 4:01    |  |
| 11.            | "Barefoot Cinderella"                           | Houston, James Dean Hicks                                            | Houston                  | 2:56    |  |
| Duração total: | Duração total:                                  | Duração total:                                                       | Duração total:           | 36:21   |  |

| U.S. iTunes Store bonus track |                                          |                                     |                           |         |  |
| N.º                           | Título                                   | Compositor(es)                      | Produtor(es)              | Duração |  |
| 12.                           | "Wherever I Go" (featuring Emily Osment) | Adam Watts, Andy Dodd and HitmanKTI | Watts, Dodd and HitmanKTI | 3:31    |  |
| Duração total:                | Duração total:                           | Duração total:                      | Duração total:            | 39:52   |  |

| U.K. iTunes Store bonus track |                                                      |                |         |  |
| N.º                           | Título                                               | Produtor(es)   | Duração |  |
| 12.                           | "Are You Ready" (Soul Seekerz Full duração Club Mix) | Gad            | 6:45    |  |
| Duração total:                | Duração total:                                       | Duração total: | 43:06   |  |

| European digital bonus track |                                      |                            |                |         |  |
| N.º                          | Título                               | Compositor(es)             | Produtor(es)   | Duração |  |
| 12.                          | "Are You Ready" (Almighty Radio Mix) | Gad, Jean, Lyrica Anderson | Gad            | 3:55    |  |
| Duração total:               | Duração total:                       | Duração total:             | Duração total: | 40:16   |  |

## Histórico de lançamento
| País           | Data                                        | Gravadora               | Formato              | Edição Edições  |
| -------------- | ------------------------------------------- | ----------------------- | -------------------- | --------------- |
| Alemanha       | 15 de Outubro de 2010 19 de Outubro de 2010 | EMI Walt Disney Records | CD, download digital | Solo, C/ Duetos |
| Estados Unidos | 19 de Outubro de 2010                       | Walt Disney Records     | CD, download digital | C/ Duetos       |
| Reino Unido    | 19 de Outubro de 2010                       | Walt Disney Records     | CD, download digital | C/ Duetos       |

### Certificações
| Páis           | Provedor     | Certificações |
| -------------- | ------------ | ------------- |
| Austrália      | ARIA         | Platina       |
| Alemanha       | IFPI         | Ouro          |
| Canadá         | Music Canada | Platina       |
| Brasil         | ABPD         | Ouro          |
| União Europeia | IFPI         | Platina       |
| França         | SNEP         | Platina       |
| Grécia         | IFPI Greece  | Platina       |
| Irlanda        | IRMA         | Platina       |
| Noruega        | IFPI         | Ouro          |
| Polónia        | ZPAV         | Ouro          |
| Reino Unido    | NFPP         | Ouro          |
| Suíça          | IFPI         | Platina       |
| Reino Unido    | BPI          | 2× Platina    |
| Estados Unidos | RIAA         | Platina       |

## Gráficos
| País/Parada (2010)      | Melhor posição |
| ----------------------- | -------------- |
| Australian Albums Chart | 66             |
| European Albums Chart   | 35             |
| German Albums Chart     | 65             |
| Irish Albums Chart      | 25             |
| Portuguese Albums Chart | 9              |
| Spanish Albums Chart    | 23             |
| UK Albums Chart         | 38             |
| US Billboard 200        | 11             |